# Krzysztof Szymborski
Krzysztof Szymborski (ur. 3 września 1941 we Lwowie) – polski fizyk, historyk i popularyzator nauki mieszkający na stałe w Stanach Zjednoczonych.

## Życie i działalność
Syn prof. Stanisława Szymborskiego. Jest absolwentem wydziału fizyki Uniwersytetu Warszawskiego (1964). W 1965 roku rozpoczął pracę w Katedrze Biofizyki UW. W czerwcu 1969 roku został zatrzymany w tzw. sprawie taterników i następnie w lutym 1970 roku  skazany na karę 3,5 roku pozbawienia wolności, obniżoną w II instancji do 2 lat i czterech miesięcy. Więzienie opuścił na mocy amnestii. W połowie lat siedemdziesiątych pracował w Instytucie Fizyki Polskiej Akademii Nauk w Warszawie. Brał udział w pracach przy tworzeniu silnych pól magnetycznych.  Posiada doktorat z historii fizyki, rozprawę doktorską przygotował w Komitecie Badań Morza PAN. W 1981 wyjechał do USA. Wykładowca w Skidmore College w Saratoga Springs, w stanie Nowy Jork. Opublikował kilka książek popularnonaukowych. Do jego ostatnich zainteresowań należy psychologia ewolucyjna, nauka i religia.
Współpracuje m.in. z czasopismami Wiedza i Życie, Charaktery, Polityka oraz z Gazetą Wyborczą, a także portalem Racjonalista.pl. Jest też autorem hasła o Alfredzie Noblu w Encyklopedii PWN

## Wybrane publikacje
- Oblicze głębin (wraz z ojcem prof. Stanisławem Szymborskim), Wiedza Powszechna, Warszawa 1978, 180 stron, seria: Biblioteka wiedzy współczesnej – Omega (nr 328)
- Relacje teorii i eksperymentu w genezie fizyki kwantowej, Zakład Narodowy im. Ossolińskich, Wrocław 1980, 197 stron, ISBN 83-04-00588-3, seria: Monografie z dziejów nauki i techniki,
- Wszechocean ((wraz z ojcem prof. Stanisławem Szymborskim), Wiedza Powszechna, Warszawa 1981, 375 strony
- Na początku był ocean, Iskry, Warszawa 1982, 278 stron, 12,5x19,5 cm, ISBN 83-207-0437-5, seria: Raporty z Granic Poznania
- Oblicza nauki, Iskry, Warszawa 1986, 219 stron, ISBN 83-207-0722-6
- Poprawka z natury. Biologia, kultura, seks, Prószyński i S-ka, Warszawa 1999, 339 stron, A5, ISBN 83-7255-023-9, seria: Na ścieżkach nauki